# Гази Хусрев-бегова медреса
Гази Хусрев-бегова медреса је муслиманска средња и виша школа основана и саграђена 1537. у Сарајеву као Хусреф-бегова задужбина. Грађена је у стилу Цариградских медреса, а названа је Куршумлија јер је покривена оловним кровом (тур. куршум=олово) или Селџукија, јер је Хусерф-бег основао медресу на име своје мајке Селџуке.

## Историјат
У Гази Хусрев-беговој медреси се учило на традиционалан начин, по методама и распореду као и у другим медресама великих исламских градова.
У свом завештању (вакуфнами) Гази Хусрев-бег је одредио да професор (мудерис) и његовој медреси буде учени човек (алим), који ће предавати тумачење Курана {тесфир}, традиција  (халдис), шеријатско право (ахкјам), институције шеријатског права (усул), поетика и реторика (меани ве бејан), метафизичка догматика (келам), »а од осталих наука оне које изискује овичај и време«.
Школовање је трајало 12—16 година, Ученици се нису делили по разредима већ по халкама (коло, група), а на крају школовања добијали су диплому (иџазет). Медреса је више пута реформисана. и до распада земље била је то петогодишња средња муслиманска верска школа.
Године 1978. основано је први пут женско одељење Гази Хусрев-бегове медресе. Стара зграда Куршумлија, делимично је рестаурирана и чува се као споменик културе под заштитом државе.

## Гази Хусрев-бегова медреса данас
Гази Хусрев-бегова медреса данас делује као средња школа. Школовање траје четири године. Настава се изводи на бошњачком језику по Наставном плану и програму који доноси независна Исламска заједница Босне и Херцеговине (Ријасет), а одобрава Министарство образовања и науке Кантона Сарајево. Полазници који су завршили ову средњу школу могу наставити школовање на било којем факултету у Босни и Херцеговини и на многим факултетима у иностранству, посебно у исламском свету.
Медреса је школа интернатског типа и, по правилу, сви редовни ученици станују у интернату. То им поред редовне наставе, омогућава разноврсне ваннаставне активности кроз различите секције, клубове и кружоке. Посебно се на том плану афирмисала хорска секција, која има десетак снимљених аудио и видео-касета са муслиманским верским песмама, које величају Алаха (илахија) и песмана о познатим личностима из света ислама (касида), те лист Земзем који континуирано излази од 1968. године.